# Медаль «За отличие на границе»
Медаль «За отличие на границе» (азерб. "Sərhəddə fərqlənməyə görə" medalı) — государственная награда Азербайджанской Республики. Учреждена законом № 760 от 6 декабря 1993 года.

## Основания для награждения
Медалью «За отличие на границе» награждаются военнослужащие пограничных войск и другие лица, особо отличившиеся при охране государственной границы Азербайджанской Республики. Награждение производится от имени Президента Азербайджанской Республики соответствующим органом исполнительной власти. Награждение медалью «За отличие на границе» производится:
- За храбрость, проявленную в боевых операциях по задержанию нарушителей государственной границы;
- За умелое руководство боевыми операциями пограничной заставы при защите неприкосновенности государственной границы;
- За высокую бдительность и инициативность, проявленные при охране государственной границы;
- За высокое организаторское умение на службе по охране границы и образцовую работу по укреплению государственной границы;
- За безупречную службу по охране государственной границы;
- За активную помощь пограничным войскам в охране государственной границы.

## Способ ношения
Медаль «За военные заслуги» носится на левой стороне груди, а при наличии других орденов и медалей Азербайджанской Республики — после медали «За военные заслуги».

## Описание медали
Медаль «За отличие на границе» состоит из круглой пластины диаметром 35 мм, отлитой из латуни вместе с узкой пластиной с национальным орнаментом. В центре медали на фоне крепостной стены помещено изображение меча. Вверху над крепостной стеной и мечом вдоль дугой написано «За отличие на границе». Надпись и изображения выпуклые. Оборотная сторона представляет собой гладкую поверхность, в центре выгравирован номер медали. Медаль соединяется при помощи крючка и петли с прямоугольной шелковой лентой оливкового цвета размером 27 мм х 43 мм, имеющей элемент для крепления к одежде. К медали прилагается обернутая в аналогичную шелковую ленту планка размером 27 мм х 9 мм, имеющая элемент для крепления к одежде.